# Nazionale maschile di calcio dell'Unione Sovietica
La nazionale di calcio dell'Unione Sovietica (in russo Сборная СССР по футболу?, Sbornaja SSSR po futbolu) fu la rappresentativa nazionale calcistica dell'Unione Sovietica dal 1924 al 1991. 
Nella sua bacheca spicca la vittoria nella prima edizione del campionato europeo di calcio (1960). Al mondiale il miglior risultato fu il quarto posto ottenuto nel 1966, quando perse per 2-1 in semifinale contro la Germania Ovest e, con il medesimo risultato, la finale per il terzo posto contro il Portogallo. Con la nazionale olimpica vinse due ori (nel 1956 e nel 1988).
L'Unione Sovietica mancò solo in due circostanze, nel 1974 e nel 1978, la qualificazione al mondiale, disputando in totale sette fasi finali del torneo, dal 1958 al 1990. Alle fasi finali degli europei conta cinque partecipazioni, con la già citata vittoria del 1960, tre secondi posti (1964, 1972, 1988) e un quarto posto (1968, edizione in cui perse la semifinale contro l'Italia con il lancio della monetina). Quella sovietica è, ad oggi, l'unica nazionale che ha disputato almeno la semifinale in quattro edizioni consecutive dell'europeo (dal 1960 al 1972).
Scomparve nel 1991, con la dissoluzione dell'Unione Sovietica, e fu sostituita dalla nazionale della Comunità degli Stati Indipendenti (CSI), che partecipò al campionato d'Europa 1992, prima di scomparire a sua volta, per far posto alle nazionali dei singoli Stati un tempo costituenti l'Unione Sovietica.

## Storia

### Primi incontri

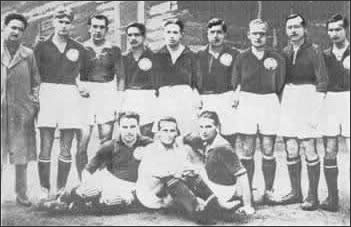
Una delle prime formazioni dell'Unione Sovietica nel 1924

Nata inizialmente come rappresentativa della Repubblica Socialista Federativa Sovietica Russa, giocò il primo incontro internazionale nel settembre del 1922 a Pietroburgo contro una selezione finlandese non ufficiale vincendo per 4–1. Fu anche il primo incontro internazionale di una rappresentativa sovietica di ogni disciplina sportiva. Nel maggio successivo batté 5-0 la stessa squadra in Finlandia. Nell'agosto del 1923, la rappresentativa sovietica russa disputò il primo incontro contro una Nazionale battendo 2-1 la Svezia a Stoccolma.

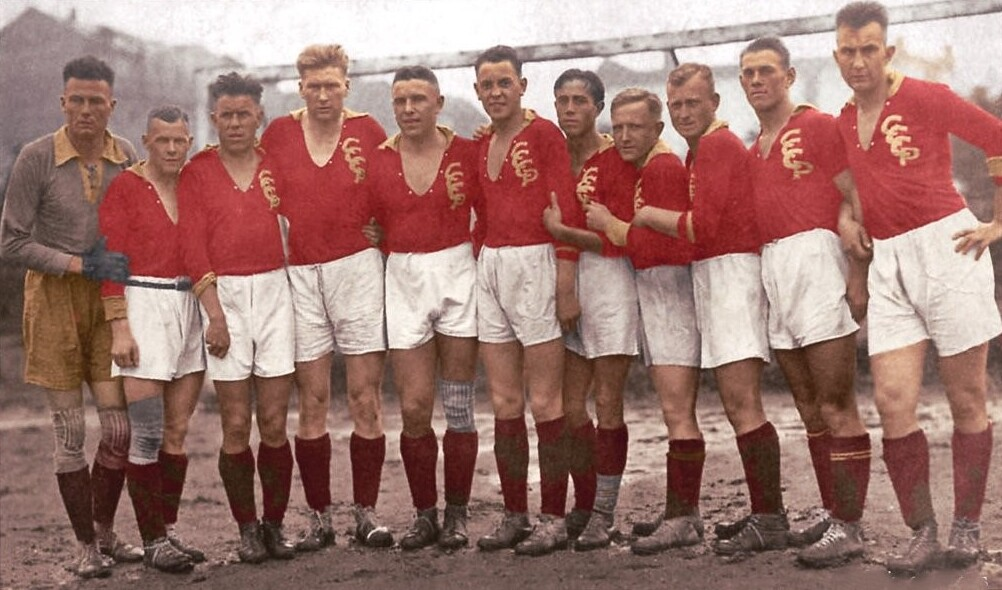
La nazionale dell'URSS nel 1927

Nel 1924 divenne la nazionale dell'intera Federazione ed il primo incontro ufficiale fu la vittoria per 3-0 contro la Turchia. Questa partita e il ritorno giocato ad Ankara furono gli unici incontri ufficiali dell'Unione Sovietica prima delle Olimpiadi del 1952, anche se nel frattempo vi furono altri incontri non ufficiali contro la Turchia. Il torneo olimpico fu la prima competizione ufficiale disputata dai sovietici; nel turno preliminare batterono 2-1 la Bulgaria e al secondo turno affrontarono la Jugoslavia. In svantaggio per 5-1 a 15 minuti dalla fine, i sovietici riuscirono a pareggiare 5-5 ma nella ripetizione dell'incontro si imposero gli jugoslavi per 3-1.

### I trionfi

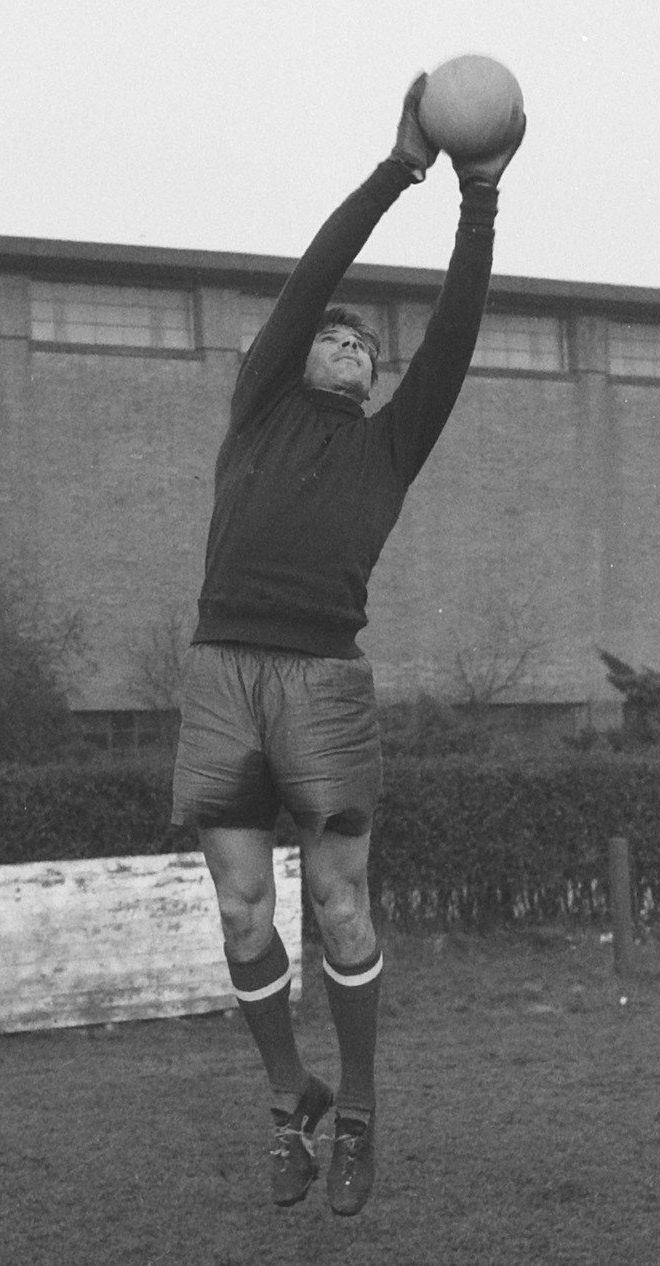
Lev Jašin

Nella successiva Olimpiade di Melbourne 1956 arrivò il primo grande trionfo sovietico. Al primo turno eliminarono la rappresentativa della Germania unificata vincendo 2-1, nei quarti pareggiarono 0-0 con l'Indonesia, vincendo la ripetizione 2 giorni dopo per 4-0, in semifinale batterono in rimonta per 2-1 ai supplementari la Bulgaria e si laurearono campioni olimpici sconfiggendo per 1-0 la Jugoslavia l'8 dicembre 1956. Il successo fu facilitato dal fatto che i sovietici, al pari delle altre Nazionali del blocco orientale, poterono schierare i loro miglior giocatori, sostenuti dallo Stato ma formalmente dilettanti, mentre le Nazionali dei Paesi dove il calcio era professionistico non si presentarono o schierarono veri dilettanti. Nelle edizioni successive delle Olimpiadi, l'Unione Sovietica e gli altri Paesi dell'Europa dell'Est avrebbero schierato calciatori di secondo piano che erano comunque migliori dei dilettanti delle altre Nazionali. Negli anni ottanta fu introdotto il professionismo alle Olimpiadi con nuove regole a cui tutte le Nazionali olimpiche si adeguarono.
Il torneo olimpico di Melbourne rivelò al mondo la bravura del ventisettenne portiere russo Lev Jašin, che difese la porta della Nazionale fino al 1967 e che fu votato miglior portiere del XX secolo, oltre ad essere tuttora l'unico portiere ad essersi aggiudicato il Pallone d'oro, che vinse nel 1963. Altri campioni che contribuirono ai successi della Nazionale tra gli anni cinquanta e sessanta furono Igor' Netto, Ėduard Strel'cov, Viktor Ponedel'nik e Valentin Ivanov. L'allenatore che la guidò ai maggiori trionfi della sua storia fu il russo Gavriil Kačalin.
L'Unione Sovietica partecipò per la prima volta ai Mondiali nell'edizione di Svezia 1958, dopo aver eliminato nelle qualificazioni la Polonia. Nella fase a gironi pareggiarono 2-2 con l'Inghilterra, batterono 2–0 l'Austria e furono sconfitti 
2–0 dal Brasile, finendo secondi a pari merito con i "maestri" inglesi capitanati da Billy Wright. Battendo questi ultimi per 1-0 nello spareggio, si qualificarono per i quarti di finale contro i padroni di casa della Svezia, che si imposero per 2-0. Alla manifestazione i sovietici non poterono schierare l'attacco titolare, con Ėduard Strel'cov in carcere accusato di violenza carnale e con Igor' Netto che giocò solo la partita contro il Brasile a causa di un grave infortunio a un ginocchio.
Il secondo e più significativo titolo vinto dai sovietici giunse nella prima edizione del Campionato Europeo nel 1960, poco dopo la delusione per l'eliminazione nelle qualificazioni per le Olimpiadi romane. Dopa aver raggiunto agevolmente i quarti, passarono in semifinale per il ritiro della Spagna, che rifiutò di giocare a Mosca per motivi politici. In semifinale la squadra sovietica superò per 3-0 la quotata Cecoslovacchia, guadagnandosi la finale contro la Jugoslavia, come alle Olimpiadi di quattro anni prima. I tempi regolamentari finirono 1-1 e a pochi minuti dalla fine dei supplementari Viktor Ponedelnik siglò il gol del definitivo 2-1 che regalò la vittoria ai sovietici. Fu questo l'ultimo grande trionfo dell'Unione Sovietica, che negli anni successivi rimase comunque ai vertici del calcio mondiale.

### Consolidamento ai vertici del calcio mondiale
La Nazionale si qualificò facilmente per la fase finale del Campionato mondiale del 1962 in Cile, dove vinse il proprio girone ma nei quarti fu battuta per 2-1 dai padroni di casa. Alla fine del torneo il tecnico Kačalin, artefice dei trionfi del 1956 e del 1960, lasciò la panchina. Al Campionato europeo del 1964 l'Unione Sovietica campione uscente ebbe come commissario tecnico Konstantin Beskov e debuttò negli ottavi eliminando l'Italia, vincendo 2-0 a Mosca e pareggiando 1-1 a Roma al ritorno. Nei quarti pareggiò 1-1 fuori casa con la Svezia, eliminandola al ritorno con il 3-1 nell'incontro di Mosca. La fase finale si disputò in Spagna a partire dalle semifinali, dove i sovietici sconfissero la Danimarca per 3-0. La finale di Madrid li vide di fronte ai padroni di casa della Spagna di Luis Suarez. Passati in svantaggio al 6º minuto, reagirono e dopo due minuti pareggiarono per poi perdere 2-1 con la rete decisiva segnata negli ultimi minuti del confronto.
 

L'Unione Sovietica ottenne il suo miglior risultato ai Mondiali nell'edizione inglese del 1966. Dopo aver superato la fase a gironi con tre vittorie su Corea del Nord, Italia e Cile, batté nei quarti l'Ungheria e si arrese in semifinale alla Germania Ovest, impostasi per 2-1. Perse quindi la finale per il terzo posto contro il Portogallo di Eusébio subendo il gol del definitivo 2-1 all'89º. Fu l'ultimo grande torneo disputato da Jašin, che l'anno dopo giocò la sua ultima partita in Nazionale.

Le formazioni nella finale degli Europei del 1960

I sovietici giunsero alla fase finale in Italia degli Europei del 1968, che si disputò a partire dalle semifinali come nell'edizione precedente. Vinsero con facilità il primo girone di qualificazione e nei quarti eliminarono l'Ungheria vincendo in casa 3-0 dopo la sconfitta per 2-0 subita all'andata. In semifinale affrontarono a Napoli l'Italia, mantenendo lo 0-0 fino alla fine dei supplementari e finendo eliminati per sorteggio con il lancio della monetina al termine dell'incontro. Tre giorni dopo persero 2-0 la finale per il terzo posto contro i campioni del mondo dell'Inghilterra.
La Nazionale sovietica si qualificò anche per la fase finale dei Mondiali del Messico del 1970, dove vinse il proprio girone. Nei quarti fu eliminata dall'Uruguay che vinse 1-0 segnando il gol al negli ultimi minuti dei tempi supplementari. Nelle qualificazioni per gli Europei del 1972, i sovietici vinsero il proprio gruppo eliminando tra le altre la forte Spagna. Nei quarti pareggiarono fuori casa 0-0 con la Jugoslavia che sconfissero 3-0 nell'incontro di ritorno a Mosca. La fase finale fu disputata in Belgio e l'Unione Sovietica batté in semifinale l'Ungheria per 1-0, prima di arrendersi in finale alla Germania Ovest che si impose per 3-0. La selezione fu guidata dal tecnico Aleksandr Ponomarëv, che quello stesso anno con la Nazionale olimpica vinse la medaglia di bronzo alle Olimpiadi di Monaco.
Nel torneo olimpico si mise in luce il diciannovenne ucraino Oleh Blochin segnando 6 reti e finendo terzo nella classifica cannonieri; negli anni successivi sarebbe diventato uno dei più grandi giocatori sovietici di tutti i tempi e avrebbe vinto il Pallone d'oro 1975. Il giocatore proveniva dalla Dinamo Kiev, che proprio in quegli anni iniziò a dominare il campionato sovietico e i suoi giocatori avrebbero costituito l'ossatura della Nazionale fino allo scioglimento dell'Unione Sovietica nel 1991. 
Dopo essere stata la peggiore tra le vincitrici dei gironi di qualificazione per il mondiale del 1974, l'Unione Sovietica disputò uno spareggio con il Cile per l'accesso alla fase finale. Dopo il pareggio 0-0 all'andata a Mosca, l'URSS rifiutò di giocare l'incontro di ritorno, previsto per il 21 novembre 1973 all'Estadio Nacional de Chile di Santiago, perché la struttura era utilizzata dal regime militare cileno come campo di concentramento e di tortura dei dissidenti dopo il golpe dell'11 settembre. La richiesta sovietica di disputare l'incontro in campo neutro fu respinta dalla FIFA e la squadra non si presentò. I cileni erano regolarmente in campo e la partita ebbe inizio con una sola squadra; dopo la rete siglata nei primi secondi dai cileni, l'arbitro interruppe l'incontro che fu dato vinto a tavolino per 2-0 al Cile, qualificandolo per la fase finale del mondiale.

### Periodo di crisi

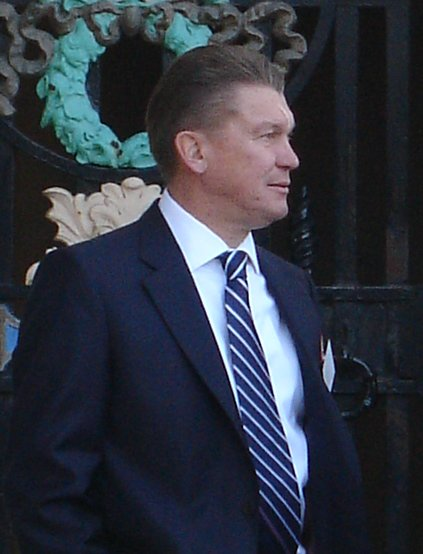
Oleh Blochin è stato uno dei giocatori simbolo del calcio sovietico. Vincitore del Pallone d'oro 1975, ha il primato del maggior numero di presenze (112) e gol segnati (42) con la rappresentativa sovietica.

Nel decennio successivo, la Nazionale sovietica non riuscì ad ottenere risultati di rilievo. Nel 1976 per la prima volta non si qualificò per la fase finale dell'europeo malgrado avesse come commissario tecnico Valerij Lobanovs'kyj, tecnico della Dinamo Kiev che lasciò la Nazionale dopo l'insuccesso; vinse il girone di qualificazione ma fu eliminata in primavera nel doppio confronto dei quarti dalla Cecoslovacchia, che si sarebbe assicurata il titolo nella fase finale disputata in Jugoslavia. Quell'estate la Nazionale olimpica sovietica si confermò sul terzo gradino del podio ai Giochi di Montreal. Fallì quindi anche nelle qualificazioni al Mondiale del 1978, dove vinse le due partite in casa con Ungheria e Grecia, ma perse entrambe le partite in trasferta, finendo seconda a un punto dall'Ungheria.

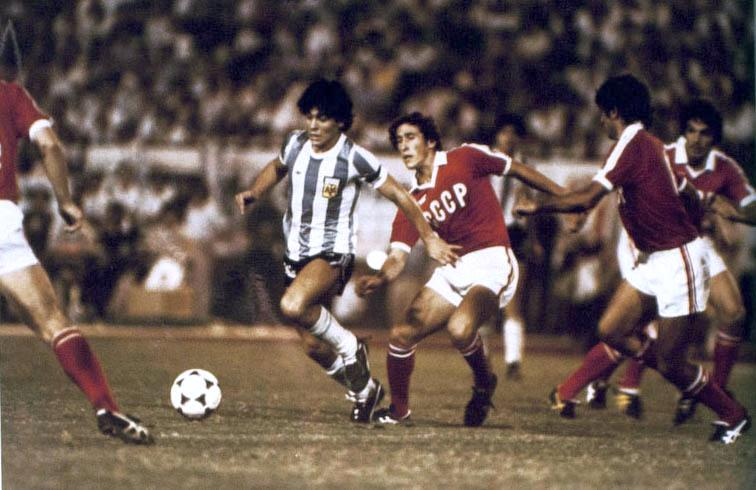
Diego Armando Maradona circondato da calciatori sovietici (Argentina - URSS 1979)

Una nuova grande delusione furono le qualificazioni agli Europei del 1980, dove finì ultima nel gruppo che comprendeva Ungheria, Grecia e Finlandia. Quell'estate la Nazionale olimpica si aggiudicò per la terza volta consecutiva la medaglia di bronzo olimpica e nel torneo, disputato in casa, si mise in luce Rinat Dasaev, un altro dei grandi portieri della tradizione russa, che sarebbe diventato uno dei punti di forza della Nazionale maggiore. L'Unione Sovietica riuscì invece a partecipare alla fase finale del Mondiale del 1982 in Spagna vincendo il gruppo di qualificazione con sei vittorie e due pareggi. Superò anche la prima fase classificandosi seconda dietro al Brasile per la migliore differenza reti rispetto alla Scozia, con una sola vittoria sulla Nuova Zelanda, all'esordio in una fase finale dei mondiali. La differenza reti fu fatale ai sovietici nella seconda fase a gruppi, all'esordio vinsero 1-0 contro il Belgio ma nell'ultima partita furono fermati sullo 0-0 dalla Polonia, che aveva battuto i belgi 3-0 ed ebbe così accesso alla semifinale.
Anche l'Europeo del 1984 fu una delusione per i sovietici, che non parteciparono alla fase finale. Nel gruppo di qualificazione si presentarono all'ultimo incontro in Portogallo con un punto di vantaggio sugli stessi portoghesi, che si imposero per 1-0 e li eliminarono. Fu la seconda negativa esperienza di Lobanovs'kyi alla guida della squadra; subentrato a Beskov dopo i mondiali del 1982 rassegnò nuovamente le dimissioni dopo questa esperienza.

### Buoni risultati nell'ultimo periodo
Gli ultimi anni della Nazionale sovietica furono contraddistinti da buoni risultati ma non portarono alcun trofeo. La squadra espresse un buon gioco al Mondiale del 1986 in Messico, dopo essersi qualificata arrivando seconda nel proprio gruppo dietro alla Danimarca, che sarebbe stata la rivelazione del torneo. Per la fase finale fu richiamato Lobanovs'kyi, che con la Dinamo Kiev in maggio aveva vinto la Coppa delle Coppe. La squadra vinse il proprio girone davanti ai campioni europei della Francia segnando 9 reti in tre partite. Fu eliminata agli ottavi dal Belgio dopo una spettacolare partita persa 4-3. Nella manifestazione si mise in evidenza Igor Belanov, autore di quattro reti, che a fine anno vinse il Pallone d'oro 1986. 

La nazionale sovietica nel 1988, anno in cui fu finalista all'Europeo, ultimo risultato di rilievo prima dello scioglimento dell'URSS

La ritrovata forma fu confermata al successivo campionato europeo del 1988, ancora sotto la guida di Lobanovs'kyi, a cui i sovietici giunsero dopo aver vinto con facilità il gruppo di qualificazione. Vinsero anche il girone nella fase finale davanti ai Paesi Bassi e la semifinale con un 2-0 all'Italia prima della sconfitta in finale contro i Paesi Bassi di Marco Van Basten. Tra i più forti di questa Nazionale, oltre a Dasaev, vi furono gli ucraini Oleksij Mychajlyčenko, Oleh Protasov e Oleksandr Zavarov. Quello stesso anno l'Olimpica vinse per la seconda volta la medaglia d'oro ai Giochi di Seul. La Nazionale maggiore si qualificò al Mondiale del 1990 in Italia vincendo largamente il proprio gruppo. Alla fase finale la squadra si presentò per la prima volta senza la consueta scritta CCCP, il cirillico per URSS, sul davanti della maglietta; il fatto fu inteso come una conferma della crisi che il regime sovietico stava attraversando. Già eliminata dopo le prime due partite per le sconfitte contro Romania e Argentina, risultò inutile la vittoria per 4-0 contro il Camerun già qualificato agli ottavi. Fu questo l'ultimo Campionato mondiale dell'Unione Sovietica.
La nazionale sovietica si qualificò quindi alla fase finale dell'europeo del 1992 vincendo il proprio gruppo eliminando l'Italia. Il 3 novembre 1991 contro Cipro giocò la sua ultima partita, valida per la qualificazione agli europei. La nazionale sovietica non poté partecipare alla manifestazione per la dissoluzione dello Stato, avvenuta il 26 dicembre 1991. Il suo posto fu preso dalla Nazionale della Comunità degli Stati Indipendenti (CSI), in rappresentanza degli Stati ex-sovietici ad eccezione delle Repubbliche baltiche di Lituania, Estonia e Lettonia, che avevano già dichiarato la loro indipendenza, e della Georgia che aderì alla CSI solo nel 1993. All'europeo di Svezia la CSI finì ultima con 2 punti nel gruppo che comprendeva Paesi Bassi, Germania e Scozia. Alla fine del torneo la nazionale della CSI fu sciolta e ogni calciatore iniziò a giocare per la nazionale della relativa federazione di appartenenza.
Le rappresentative nate dopo la scomparsa della nazionale sovietica sono:
- Georgia dal 1990
- Lituania dal 1990
- Estonia dal 1991
- Lettonia dal 1991
- Armenia dal 1992

- Azerbaigian dal 1992
- Bielorussia dal 1992
- Kazakistan dal 1992
- Kirghizistan dal 1992
- Moldavia dal 1992

- Russia dal 1992
- Tagikistan dal 1992
- Turkmenistan dal 1992
- Ucraina dal 1992
- Uzbekistan dal 1992

Di queste, la FIFA riconosce solo quella russa come l'erede sportiva della nazionale sovietica.

## Colori e simboli

La squadra giocava con una maglia di colore rosso (che richiamava la bandiera nazionale) con su impresse le lettere CCCP di colore bianco e pantaloncini bianchi. Il colore dei numeri era solitamente bianco mentre i calzettoni erano di colore rosso. A partire dagli anni 80 sulla maglia compaiono degli inserti di colore bianco. 
La divisa da trasferta era di colore completamente bianco con la scritta CCCP di colore rosso. 

## Partecipazioni ai tornei internazionali
Legenda: Grassetto: Risultato migliore, Corsivo: Mancate partecipazioni

## Palmarès
- Campionato d'Europa: 1

Francia 1960

## Statistiche dettagliate sui tornei internazionali

### Mondiali
| Anno | Luogo          | Piazzamento      | V | N | P | Gol  |
| ---- | -------------- | ---------------- | - | - | - | ---- |
| 1950 | Brasile        | Non partecipante | - | - | - | -    |
| 1954 | Svizzera       | Non partecipante | - | - | - | -    |
| 1958 | Svezia         | Quarti di finale | 2 | 1 | 2 | 5:6  |
| 1962 | Cile           | Quarti di finale | 2 | 1 | 1 | 9:7  |
| 1966 | Inghilterra    | Quarto posto     | 4 | 0 | 2 | 10:6 |
| 1970 | Messico        | Quarti di finale | 2 | 1 | 1 | 6:2  |
| 1974 | Germania Ovest | Squalificata     | - | - | - | -    |
| 1978 | Argentina      | Non qualificata  | - | - | - | -    |
| 1982 | Spagna         | Secondo turno    | 2 | 2 | 1 | 7:4  |
| 1986 | Messico        | Ottavi di finale | 2 | 1 | 1 | 12:5 |
| 1990 | Italia         | Primo turno      | 1 | 0 | 2 | 4:4  |

### Europei
| Anno | Luogo          | Piazzamento     | V | N | P | Gol |
| ---- | -------------- | --------------- | - | - | - | --- |
| 1960 | Francia        | Campione        | 2 | 0 | 0 | 5:1 |
| 1964 | Spagna         | Secondo posto   | 1 | 0 | 1 | 4:2 |
| 1968 | Italia         | Quarto posto    | 0 | 1 | 1 | 0:2 |
| 1972 | Belgio         | Secondo posto   | 1 | 0 | 1 | 1:3 |
| 1976 | Jugoslavia     | Non qualificata | - | - | - | -   |
| 1980 | Italia         | Non qualificata | - | - | - | -   |
| 1984 | Francia        | Non qualificata | - | - | - | -   |
| 1988 | Germania Ovest | Secondo posto   | 3 | 1 | 1 | 7:4 |
| 1992 | Svezia         | Qualificata     | - | - | - | -   |

## Tutte le rose

### Mondiali
Coppa del Mondo FIFA 19581 Jašin, 2 Kesarev, 3 Križevskij, 4 Kuznecov, 5 Vojnov, 6 Netto, 7 Apuchtin, 8 V. Ivanov, 9 Simonjan, 10 Sal'nikov, 11 Il'in, 12 Maslačenko, 13 Beljaev, 14 Ostrovskis, 15 Maslënkin, 16 Carëv, 17 A. Ivanov, 18 Bubukin, 19 Gusarov, 20 Falin, 21 Fedosov, 22 Erokhin, CT: Kačalin
Coppa del Mondo FIFA 19621 Jašin, 2 Maslačenko, 3 Kotrikadze, 4 Dubinskij, 5 Chokheli, 6 Ostrovskis, 7 Maslënkin, 8 Šesternëv, 9 Manošin, 10 Netto, 11 Sabo, 12 Voronin, 13 Gusarov, 14 Ivanov, 15 Kanevs'kyj, 16 Mamykin, 17 Meskhi, 18 Met'reveli, 19 Ponedel'nik, 20 Serebrjanikov, 21 Chusainov, 22 Čislenko, CT: Kačalin
Coppa del Mondo FIFA 19661 Jašin, 2 Serebrjanikov, 3 Ostrovskis, 4 Ponomarëv, 5 Afonin, 6 Šesternëv, 7 Khurtsilava, 8 Sabo, 9 Getmanov, 10 Danilov, 11 Čislenko, 12 Voronin, 13 Korneev, 14 Sich'inava, 15 Chusainov, 16 Met'reveli, 17 Porkujan, 18 Banişevski, 19 Malafeeŭ, 20 Markarov, 21 Q'avazashvili, 22 Bannikov, CT: Morozov
Coppa del Mondo FIFA 19701 Šmuc, 2 Q'avazashvili, 3 Afonin, 4 Dzodzuashvili, 5 Kaplyčnyj, 6 Lovčev, 7 Logofet, 8 Khurtsilava, 9 Šesternëv, 10 Zykov, 11 Asatiani, 12 Kiselëv, 13 Jašin, 14 Muntjan, 15 Serebrjanikov, 16 Byšovec, 17 Evrjužichin, 18 Met'reveli, 19 Nodia, 20 Puzač, 21 Chmel'nyc'kyj, 22 Porkujan, CT: Kačalin
Coppa del Mondo FIFA 19821 Dasaev, 2 Sulakvelidze, 3 Chivadze, 4 Chidijatullin, 5 Baltača, 6 Dem"janenko, 7 Šengelija, 8 Bezsonov, 9 Gavrilov, 10 Hovhannisyan, 11 Blochin, 12 Bal', 13 Daraselia, 14 Baroŭski, 15 Andrjejev, 16 Rodionov, 17 Burjak, 18 Susloparov, 19 Jevtušenko, 20 Romancev, 21 Vi. Čanov, 22 Vj. Čanov, CT: Beskov
Coppa del Mondo FIFA 19861 Dasaev, 2 Bezsonov, 3 Čivadze, 4 Morozov, 5 Dem"janenko, 6 Bubnov, 7 Jaremčuk, 8 Jakovenko, 9 Zavarov, 10 Kuznjecov, 11 Blochin, 12 Bal', 13 Lytovčenko, 14 Rodionov, 15 Larionov, 16 Čanov, 17 Jevtušenko, 18 Protasov, 19 Bjelanov, 20 Alejnikaŭ, 21 Rac, 22 Krakovs'kyj, CT: Lobanovs'kyj
Coppa del Mondo FIFA 19901 Dasaev, 2 Bezsonov, 3 Chidijatullin, 4 Kuznjecov, 5 Dem"janenko, 6 Rac, 7 Alejnikaŭ, 8 Lytovčenko, 9 Zavarov, 10 Protasov, 11 Dobrovol'skij, 12 Borodjuk, 13 Cvejba, 14 Ljutyj, 15 Jaremčuk, 16 Čanov, 17 Zyhmantovič, 18 Šalimov, 19 Fokin, 20 Harlukovič, 21 Brošin, 22 Uvarov, CT: Lobanovs'kyj

### Europei
Campionato d’Europa UEFA 1960P Jašin, P Maslačenko, D Chokheli, D Kesarev, D Krutikov, D Maslënkin, C Carëv, C Netto, C Vojnov, A Apuchtin, A Bubukin, A Ivanov, A K'aloevi, A Kovalëv, A Meskhi, A Met'reveli, A Ponedel'nik, CT: Kačalin
Campionato d’Europa UEFA 1964P Jašin, P Urushadze, D Dubinskij, D Aničkin, D Glotov, D Mudrik, D Šesternëv, D Šustikov, C Korneev, C Šikunov, C Voronin, A Čislenko, A Chusainov, A Gusarov, A Ivanov, A Kopaev, A Malafeeŭ, A Ponedel'nik, CT: Beskov
Campionato d’Europa UEFA 19681 Pšeničnikov, 2 Rudakov, 3 Aničkin, 4 Afonin, 5 Istomin, 6 Kaplyčnyj, 7 Levčenko, 8 Logofet, 9 Khurtsilava, 10 Šesternëv, 11 Lenëv, 12 Malafeeŭ, 13 Asatiani, 14 Banişevski, 15 Byšovec, 16 Evrjužichin, 17 Nodia, 18 Čislenko, 19 Q'avazashvili, 20 Voronin, 21 Muntjan, 22 Smolnikov, CT: Jakušin
Campionato d’Europa UEFA 1972P Pil'guj, P Rudakov, D Abramov, D Dzodzuashvili, D Istomin, D Kaplyčnyj, D Matvijenko, D Troškin, C Bajdačnyj, C Dolmatov, C Kolotov, C Kon'kov, C Khurtsilava, C Muntjan, A Banişevski, A Kozynkevyč, A Nodia, A Onyščenko, CT: Ponomarëv
Campionato d'Europa UEFA 19881 Dasaev, 2 Bezsonov, 3 Chidijatullin, 4 Kuznjecov, 5 Dem"janenko, 6 Rac, 7 Alejnikaŭ, 8 Lytovčenko, 9 Zavarov, 10 Protasov, 11 Bjelanov, 12 Višnevskij, 13 Sulakvelidze, 14 Sukristovas, 15 Mychajlyčenko, 16 Čanov, 17 Dmitriev, 18 Gocmanov, 19 Baltača, 20 Pasul'ko, CT: Lobanovs'kyj

### Giochi olimpici
NOTA: Per le informazioni sulle rose successive al 1948 visionare la pagina della Nazionale olimpica.

## Record individuali
Queste sono le classifiche relative alle maggiori presenze e reti nell'Unione Sovietica:
| #  | Giocatore            | Periodo   | Pres. | Reti |
| -- | -------------------- | --------- | ----- | ---- |
| 1  | Oleh Blochin         | 1972-1988 | 112   | 42   |
| 2  | Rinat Dasaev         | 1979-1990 | 91    | 0    |
| 3  | Al'bert Šesternëv    | 1961-1971 | 90    | 0    |
| 4  | Anatolij Dem"janenko | 1981-1990 | 80    | 6    |
| 5  | Volodymyr Bezsonov   | 1977-1990 | 79    | 4    |
| 6  | Sjarhej Alejnikaŭ    | 1984-1991 | 77    | 6    |
| 7  | Lev Jašin            | 1954-1967 | 74    | 0    |
| 8  | Murtaz Khurtsilava   | 1965-1973 | 69    | 6    |
| 9  | Oleh Protasov        | 1984-1991 | 68    | 29   |
| 10 | Valerij Voronin      | 1960-1968 | 66    | 5    |

| #  | Giocatore          | Periodo   | Reti | Pres. | Reti/pr. |
| -- | ------------------ | --------- | ---- | ----- | -------- |
| 1  | Oleh Blochin       | 1972-1988 | 42   | 112   | 0,38     |
| 2  | Oleh Protasov      | 1984-1991 | 29   | 68    | 0,43     |
| 3  | Valentin Ivanov    | 1956-1965 | 26   | 59    | 0,44     |
| 4  | Ėduard Strel'cov   | 1955-1968 | 25   | 38    | 0,66     |
| 5  | Viktor Kolotov     | 1970-1978 | 22   | 55    | 0,4      |
| 6  | Viktor Ponedel'nik | 1960-1966 | 20   | 29    | 0,69     |
| 6  | Igor' Čislenko     | 1959-1968 | 20   | 53    | 0,38     |
| 8  | Anatoli Banişevski | 1965-1972 | 19   | 50    | 0,38     |
| 9  | Anatolij Il'in     | 1952-1959 | 16   | 31    | 0,52     |
| 10 | Anatolij Byšovec   | 1966-1972 | 15   | 39    | 0,38     |

## Confronti con altre Nazionali
Tra gli avversari nazionali contro cui sono stati disputati almeno 10 incontri, l'URSS presentava i seguenti saldi:

### Saldo positivo
| Nazionale      | Giocate | Vinte | Pareggiate | Perse | Reti fatte | Reti subite | Differenza | Ultima vittoria  | Ultimo pari       | Ultima sconfitta  |
| -------------- | ------- | ----- | ---------- | ----- | ---------- | ----------- | ---------- | ---------------- | ----------------- | ----------------- |
| Ungheria       | 20      | 11    | 6          | 3     | 36         | 17          | +19        | 17 aprile 1991   | 25 settembre 1991 | 11 ottobre 1978   |
| Svezia         | 18      | 7     | 6          | 5     | 37         | 21          | +16        | 13 giugno 1991   | 20 agosto 1986    | 2 aprile 1988     |
| Austria        | 14      | 7     | 3          | 4     | 19         | 13          | +6         | 19 ottobre 1988  | 6 settembre 1989  | 15 ottobre 1967   |
| Jugoslavia     | 14      | 10    | 3          | 1     | 26         | 9           | +17        | 29 agosto 1987   | 30 aprile 1972    | 25 gennaio 1985   |
| Turchia        | 14      | 12    | 0          | 2     | 29         | 6           | +23        | 15 novembre 1989 | -                 | 23 novembre 1975  |
| Finlandia      | 13      | 8     | 5          | 0     | 38         | 10          | +28        | 15 maggio 1984   | 17 agosto 1988    | -                 |
| Bulgaria       | 12      | 6     | 5          | 1     | 20         | 9           | +11        | 21 febbraio 1989 | 29 marzo 1972     | 28 marzo 1973     |
| Cecoslovacchia | 12      | 6     | 4          | 2     | 21         | 12          | +9         | 28 ottobre 1981  | 27 aprile 1988    | 24 aprile 1976    |
| Germania Est   | 12      | 6     | 3          | 3     | 18         | 11          | +7         | 10 ottobre 1987  | 26 aprile 1989    | 28 luglio 1977    |
| Grecia         | 11      | 9     | 0          | 2     | 25         | 4           | +21        | 23 marzo 1983    | -                 | 12 settembre 1979 |
| Francia        | 11      | 3     | 6          | 2     | 17         | 13          | +4         | 11 ottobre 1986  | 9 settembre 1987  | 13 ottobre 1972   |
| Italia         | 11      | 4     | 5          | 2     | 9          | 7           | +2         | 22 giugno 1988   | 12 ottobre 1991   | 20 febbraio 1988  |
| Polonia        | 11      | 6     | 3          | 2     | 23         | 8           | +15        | 1º giugno 1988   | 23 agosto 1989    | 21 maggio 1961    |

### Saldo negativo
| Nazionale   | Giocate | Vinte | Pareggiate | Perse | Reti fatte | Reti subite | Differenza | Ultima vittoria | Ultimo pari      | Ultima sconfitta |
| ----------- | ------- | ----- | ---------- | ----- | ---------- | ----------- | ---------- | --------------- | ---------------- | ---------------- |
| Germania    | 12      | 3     | 0          | 9     | 11         | 22          | –11        | 28 agosto 1985  | -                | 27 marzo 1991    |
| Inghilterra | 11      | 3     | 3          | 5     | 13         | 19          | –6         | 18 giugno 1988  | 6 dicembre 1967  | 21 maggio 1991   |
| Messico     | 10      | 1     | 7          | 2     | 4          | 4           | 0          | 19 agosto 1984  | 20 febbraio 1971 | 19 febbraio 1986 |

NB: Come da regolamento FIFA le gare terminate ai rigori sono considerate partite pareggiate.